# Jaring Walta (violist)
Jaring Douwe Walta (Huizum, 12 mei 1941 – 16 februari 2020) was een Nederlands violist en vioolpedagoog.

## Persoonlijk
Hij was zoon van Sijtske Froukje Kamsma (1913-1989) en Douwe Jarings Walta (1914-1995), wonende aan De la Reystraat 7 te Huizum. Vader was in de tijd van geboorte van zijn zoon huisschilder, maar wendde zich tot de muziek. Douwe nam les bij plaatselijk bekende violiste mejuffrouw Wilhelmina Jacoba Menalda, was enige tijd lid van de Leeuwarder Orkest Vereeniging en was tussen 1945 en 1975 violist in het Gelders Orkest.. In Arnhem was hij tevens leraar aan de Muziekschool. De schilder naamgenoot Jaring Walta was zijn grootvader; schilder Meinte Walta zijn oom. Hijzelf was getrouwd met Femmy Wittink. Sinds 1994 was Jaring Walta Ridder in de Orde van Oranje-Nassau. Hij overleed in februari 2020 op 78-jarige leeftijd.

### Violist
Zijn eerste lessen kreeg hij van zijn vader en niet veel later van Simon Kooke, de concertmeester van Het Gelders Orkest. Die studie combineerde hij met een opleiding aan het gymnasium A in Arnhem (afgerond 1959). Hij studeerde versneld bij Davina van Wely aan het Muzieklyceum te Amsterdam; in drie jaar deed hij een studie van zes jaar. Ook heeft hij les gehad van Herman Krebbers. Van Wely en Krebbers waren weer beiden leerling van Oskar Back. Hij rondde die conservatoriumstudie in 1962 af.
Nog voor het beëindigen van die studie had hij zitting in een Jeugd en Muziek-strijkkwartet, waarin hij eerste viool speelde naast Gerard Hettema (tweede viool), Frans Jansen (altviool) en Dok Vermeyden (cello), dat ook over de landsgrenzen speelde. en het Nationaal Jeugd Orkest.
In december 1962 kreeg Walta een aanstelling als violist in het Concertgebouworkest; hij was toen nog privéleerling van Van Wely. In 1963 won hij het Vriendenkransconcours. In 1965 (tevens einde loopbaan CO) werd hij samen met Maurits van den Berg concertmeester bij het Overijssels Philharmonisch Orkest. Daarnaast was hij leider van het Overijssels Kamerorkest/Twents Kamerorkest.
Van 1970 tot 2003 was Walta concertmeester bij het Residentie Orkest (opvolger van Theo Olof), waarmee hij ook als solist optrad in verschillende vioolconcerten, onder meer De vier jaargetijden van Vivaldi, het Dubbelconcert van Bach (samen met Henryk Szeryng), L'arbre des songes van Dutilleux, het Vioolconcert van Arnold Schönberg en het Vioolconcert nr. 2 van Bela Bartók.
In de Dr. Anton Philipszaal werd op 9 mei 2003 zijn afscheid als concertmeester gevierd. Hij soleerde daarbij in het voor hem gecomponeerde Celebration van Jan van Vlijmen.

### Viooldocent
Ook als viooldocent was Walta actief. Hij was sinds de jaren zestig hoofdvakdocent viool aan het Twentsch Conservatorium in Enschede en vanaf 1981 aan het Koninklijk Conservatorium in Den Haag. Na het bereiken van de pensioengerechtigde leeftijd in 2006 kreeg hij een speciale aanstelling om zijn activiteiten te kunnen voortzetten.
Van zijn leerlingen die finalist waren bij het Nationaal Vioolconcours Oskar Back kunnen worden genoemd: Emmy Storms, Tjeerd Top, Koosje van Haeringen, Ilona Sie Dhian Ho en Nicoline Kraamwinkel. Ook vele van zijn andere leerlingen werden succesvol als soloviolist, als orkestlid en/of in het vioolonderricht, onder wie Maaike Aarts, Nienke van Rijn, Joris van Rijn, Lisanne Soeterbroek, Kerstin Hoelen, Evert Sillem Frederieke Saeijs en Carla Leurs.
Jaring Walta was bij gelegenheid jurylid bij diverse concoursen in Nederland. Tevens was hij bestuurslid van de stichtingen die het Nationaal Vioolconcours Oskar Back, de Iordens Viooldagen en het Davina van Wely Vioolfestival organiseren. Ook was Walta enige jaren lid van de adviescommissie voor de Nederlandse Muziekprijs. Hij was jarenlang voorzitter van de European String Teachers Association (ESTA Nederland).

## Opnamen
- Richard Strauss: Ein Heldenleben, Op. 40, Residentie Orkest o.l.v. Hans Vonk
- Wim Laman: Fleurs du Mal, met Jard van Nes (mezzosopraan), Residentie Orkest o.l.v. Hans Vonk
- Matthijs Vermeulen: Sonate voor viool en piano, met Jan van der Meer
- Johannes Brahms: Trio voor piano, hoorn en viool op. 40, met Vicente Zarzo (hoorn) en Jan van der Meer (piano)

- Library of Congress Control Number: no00072702
- MusicBrainz: 11a01682-10a2-4dfa-800e-e2aed1667301
- Virtual International Authority File: 36465871
- WorldCat: E39PBJyhcjW6GTmddCXCmbkFKd